# Beata Lehmann
Beata Lehmann (* 1965 in Itzehoe) ist eine deutsche Schauspielerin.

## Leben
Beata Lehmann wurde am Hamburger Schauspielstudio ausgebildet. Stationen ihrer Bühnenlaufbahn waren bislang das Deutsche Schauspielhaus in Hamburg, das Schauspiel Bonn, die Bühnen der Stadt Lübeck, ferner in Berlin das Maxim Gorki Theater und die Volksbühne sowie das Théâtre du Soleil von Ariane Mnouchkine. Lehmann spielte in Stücken wie Tod eines Handlungsreisenden von Arthur Miller, in der Dreigroschenoper von Bertolt Brecht und Kurt Weill, in Frank Wedekinds Frühlings Erwachen, in der Antigone von Sophokles oder in Amphitryon von Heinrich von Kleist.
Seit dem Beginn der 1990er-Jahre ist Beata Lehmann daneben eine vielbeschäftigte Film- und Fernsehschauspielerin. Neben Gastrollen in verschiedenen TV-Serien wirkte sie auch in Kinofilmen mit, unter anderem Große Mädchen weinen nicht, in Ulrike von Ribbecks Langspielfilmdebüt Früher oder später, Der Vorleser oder in dem vielfach ausgezeichneten Streifen Die Bücherdiebin. Lehmann selber erhielt großes Kritikerlob für die Darstellung einer unter dem sogenannten Münchhausen-Stellvertretersyndrom leidenden Mutter in dem 2007 entstandenen Fernsehspiel Schattenkinder.
Beata Lehmann lebt in Berlin.

## Filmografie
- 1991: Großstadtrevier – Sunny Boy
- 1993: Wenn Engel reisen
- 1995: Wolffs Revier – Todsicher
- 1996: Der König – Schnappschuß
- 2000: Nur das Blaue vom Himmel
- 2001: Romeo
- 2002: Der Ermittler – Mädchenmord
- 2002: Große Mädchen weinen nicht
- 2003: Doppelter Einsatz – Einer stirbt immer
- 2003: Abschnitt 40 (2 Folgen als Frau Matthäus)
- 2004: Komm, wir träumen!
- 2005: SOKO Wismar – Eierdiebe
- 2005: Tatort – Scheheraezade
- 2005: Der Dicke – Kleine Fische
- 2006: Hannah
- 2007: GG 19 – Deutschland in 19 Artikeln
- 2007: R. I. S. – Die Sprache der Toten – Tod auf Rezept
- 2007: Früher oder später
- 2007: Schattenkinder
- 2007: Tatort – Engel der Nacht
- 2008: KDD – Kriminaldauerdienst – Geständnisse
- 2008: Das Feuerschiff
- 2008: Der Vorleser
- 2009: Notruf Hafenkante – Seeheld in Seenot
- 2010: Polizeiruf 110 – Aquarius
- 2010: Weissensee – Das Konzert
- 2011: SOKO Wismar – Das Krokodil
- 2011: SOKO Leipzig – Gottes Zoo ist groß
- 2012: Mutter muss weg
- 2012: Mord mit Aussicht – Saftladen
- 2012: Das Millionen Rennen
- 2013: Tatort – Wer das Schweigen bricht
- 2013: Du bist dran
- 2013: Die Bücherdiebin
- 2013: Heiter bis tödlich: Alles Klara – Pizza Mortale
- 2013: Harry nervt

## Hörspiele
- 2005: Jenseits der Deadline. Autoren und Regie: Christian Berner und Frank Schüttge. Prod.: Deutschlandradio Kultur.

## Auszeichnungen
- 1991 Roswitha-Ring der Bad Gandersheimer Domfestspiele